# Heinrich Garve
Ferdinand Carl Heinrich Christian Garve (* 5. Oktober 1845 in Hamburg; † 4. Mai 1900 ebenda) war ein deutscher Zigarrenarbeiter und Sozialdemokrat.

## Leben und Wirken
Heinrich Garve schrieb seit der Gründung im Oktober 1875 für das Hamburg-Altonaer Volksblatt. Die Hamburger Genossenschaft, die die sozialistische Druckerei unterhielt, gab die Zeitung offiziell heraus. Garve nahm auch die Funktionen als Expedient des Blattes war und war als Kassierer Vorstandsmitglied der Genossenschaft. Die Politische Polizei in Hamburg sah ihn als „Verleger“ an. Außerdem arbeitete er bei der sozialdemokratischen Gerichts-Zeitung mit. 
Als im Oktober 1880 der Kleine Belagerungszustand ausgerufen wurde, musste Garve aufgrund der Arbeit bei der Zeitung Hamburg verlassen. Die Redaktion verlegte ihren Sitz nach Harburg, wohin auch Garve zog. Er stellte seine Wohnung als Parteizentrale zur Verfügung. Anschließend ging er für kurze Zeit nach Lübeck und emigrierte von dort in die USA. Hier nahm er die amerikanische Staatsbürgerschaft an. Nach der Rückkehr nach Hamburg 1888 wurde er zunächst nur wenig politisch tätig; die deutsche Staatsbürgerschaft blieb ihm bis 1894 verwehrt.
Heinrich Grave starb am 4. Mai 1900 nach schwerer Krankheit in seiner Geburtsstadt.